# Oskové

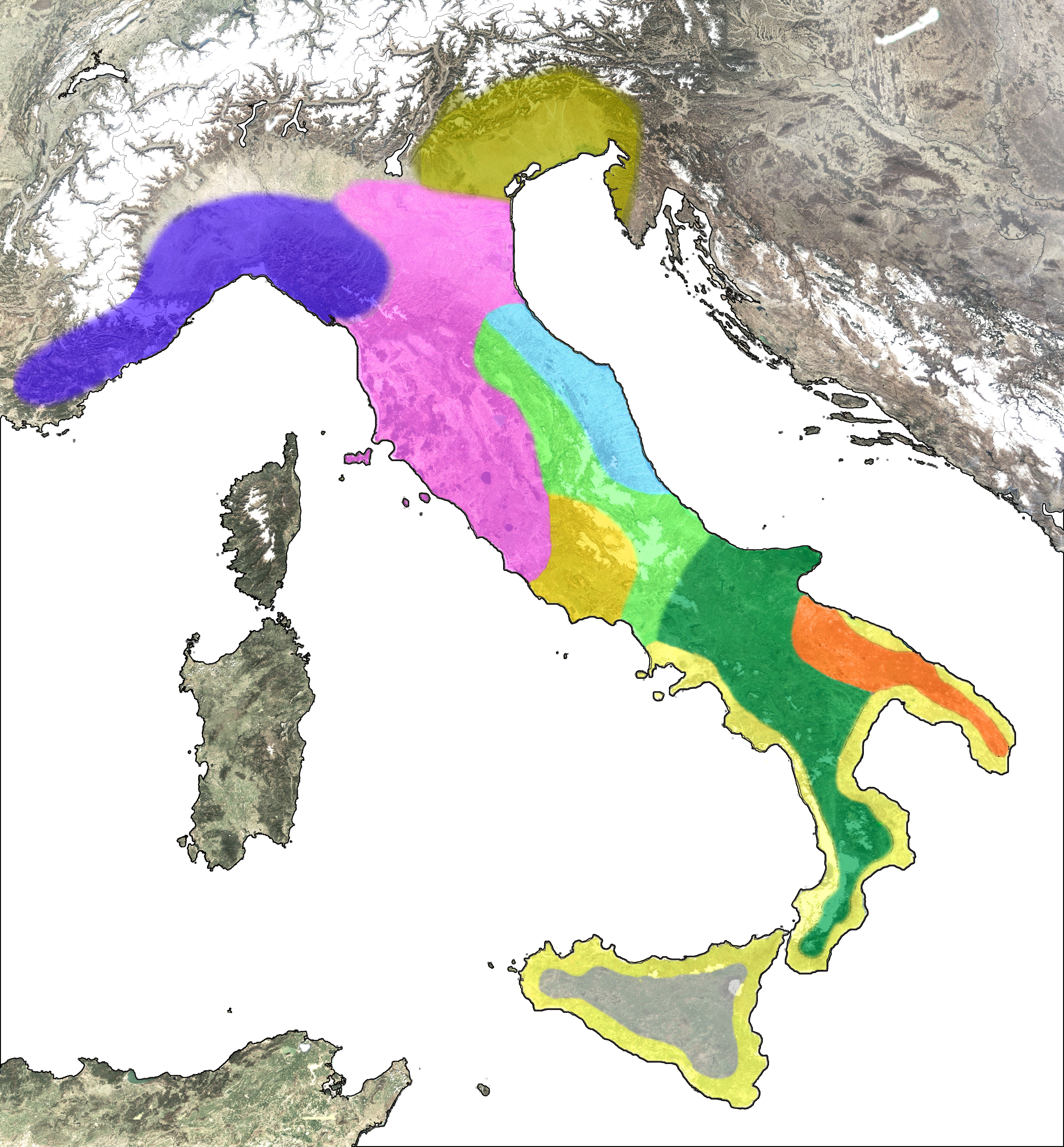
Etnické skupiny ve starověké Itálii (800 př. n. l.)
Venetové
Ligurové
Etruskové
Picenové
Umbrové
Latinové
Oskové
Messapiové
Řekové

Oskové (latinsky: Osci), někdy též Opikové (Opici) byl starověký italický kmen, který žil, někdy od 1. tisíciletí př. n. l., v předřímské době, na jihu Apeninského poloostrova, zhruba na území dnešní Kampánie. Mluvil jazykem zvaným oskičtina, z níž se dochovalo asi 650 textů, ve speciálním písmu, patrně odvozeném ze západní řecké abecedy. Zajímavé je, že oskicky mluvily i jiné kmeny, například Samnité, ale Samnité se nikdy nepovažovali za Osky. Oskové měli k Samnitům zvláštní vztah a střídavě je podporovali v jejich proslulé rezistenci vůči Římu a naopak přebíhali na římskou stranu. Díky této strategii si udrželi dlouho autonomii. Suverenitu ale nakonec ztratili během druhé samnitské války. Po ní se rychle přizpůsobili římské kultuře. Jejich kulturní odkaz přežil pouze v místních jménech a literárních odkazech. Oskové byly patrně příbuzní Umbrům obývajícím střed poloostrova, spolu s nimiž tudíž vytvořili etnické jádro budoucího Říma (Latinové byli proto tomu poměrně malá skupina). Podle Aristotela se Oskové též nazývali Ausones. Strabón naopak rozlišoval mezi Osky a Ausony (Aurunci), Livius tvrdil, že jde o jeden kmen. Je zajímavé, že Strabón poznamenal, že Oskové vymizeli, ale Římané stále běžně používají jejich dialekt. V Římě měli Oskové pověst zhýralců a prostopášníků, což bylo uchováno v latinském sousloví osci loqui nebo obsci loqui, které lze přeložit jako oplzlý jazyk - základ pojmu obscenus, tedy obscenita, nechutnost, neslušnost, oplzlost.